# Carlos Casero Ruiz
Carlos Casero Ruiz (Bilbao, ? - 3 de març de 1918) fou un militar espanyol, participant en diversos pronunciaments militars de tarannà republicà.
Possiblement era originari de Bilbao. Capità del regiment de Garellano, com a membre de l'Associació Republicana Militar va donar suport diversos pronunciaments de Serafín Asensio-Vega y Muñoz en 1883 i Ramón Ferrandiz de la Plaza en 1884. Ell mateix va protagonitzar un pronunciament a Cartagena en gener de 1886, quan amb un grup de sergents i quaranta paisans armats, tots ells republicans federals, van prendre el castell de San Julián de Cartagena. En la contesa va morir el governador Luis Fajardo Izquierdo. Després de dos dies de revolta, va fugir amb la majoria dels implicats a Orà. D'aquí es va exiliar a França, on va sobreviure gràcies als seus coneixements musicals tocant la flauta en l'orquestra que tocava al Teatre Olympia de París. Allíva compondre un Himne a la República amb Emilio García Lavedese.
Després del fracàs del pronunciament de Villacampa en 1886 el Partit Republicà Progressista de Manuel Ruiz Zorrilla va decidir de posar fi a les conspiracions. En 1891 va sol·licitar l'amnistia, però va romandre a França i no va tornar fins 1895 amb Ruiz Zorrilla. Aleshores es va establir a Bilbao, on va treballar a les oficines d'Horacio Echevarrieta Mauri i fou candidat dins les llistes republicanes a les eleccions generals espanyoles de 1893 per Ayamonte, però no fou escollit.
Autor d'un llibre de memòries, Recuerdos de un revolucionario (publicada per Sempere i Cia a València en 1906), esdevingué un heroi venerat del republicanisme de Bilbao, on va morir el 3 de març de 1918. Fou enterrat al cementiri de Derio, on se li va inaugurar un monument funerari el 1921. Un batalló de milicians de l'Eusko Gudarostea va dur el seu nom.